# Feiertage in Belgien
In Belgien bestehen folgende gesetzliche Feiertage, die arbeits- und schulfrei sind:
| Feiertag (Deutsch)  | Feiertag (Niederländisch) | Feiertag (Französisch) | Datum                                                | Bemerkungen                                                            |
| ------------------- | ------------------------- | ---------------------- | ---------------------------------------------------- | ---------------------------------------------------------------------- |
| Neujahr             | Nieuwjaar                 | Jour de l’an           | 1. Januar                                            |                                                                        |
| Ostersonntag        | Pasen                     | Pâques                 | Ostersonntag (Erster Sonntag nach Frühlingsvollmond) | ein Sonntag                                                            |
| Ostermontag         | Paasmaandag               | Lundi de pâques        | Ostersonntag + 1 Tag                                 | ein Montag                                                             |
| Tag der Arbeit      | Dag van de Arbeid         | Fête du travail        | 1. Mai                                               |                                                                        |
| Christi Himmelfahrt | O.L.H. Hemelvaart         | Ascension              | Ostersonntag + 39 Tage                               | ein Donnerstag                                                         |
| Pfingsten           | Pinksteren                | Pentecôte              | Ostersonntag + 49 Tage                               | ein Sonntag                                                            |
| Pfingstmontag       | Pinkstermaandag           | Lundi de pentecôte     | Ostersonntag + 50 Tage                               | ein Montag                                                             |
| Nationalfeiertag    | Nationale feestdag        | Fête nationale         | 21. Juli                                             | Vereidigung des ersten belgischen Königs, Leopold I., am 21. Juli 1831 |
| Mariä Himmelfahrt   | O.L.V. Hemelvaart         | Assomption             | 15. August                                           | Muttertag in Antwerpen                                                 |
| Allerheiligen       | Allerheiligen             | Toussaint              | 1. November                                          |                                                                        |
| Waffenstillstand    | Wapenstilstand            | Armistice              | 11. November                                         | Waffenstillstand Erster Weltkrieg                                      |
| Weihnachten         | Kerstmis                  | Noël                   | 25. Dezember                                         |                                                                        |

Zusätzlich bestehen folgende Festtage, die ausschließlich in den jeweiligen Gemeinschaften gültig sind:
- Feiertag der Flämischen Gemeinschaft (Feestdag van de Vlaamse Gemeenschap): 11. Juli
- Feiertag der Französischen Gemeinschaft: 27. September, während der Festtag der Wallonischen Region am dritten Sonntag im September begangen wird.
- Feiertag der Deutschsprachigen Gemeinschaft (Tag der Deutschsprachigen Gemeinschaft): 15. November

Außerdem ist der Festtag des Königs (französisch: Fête du Roi; niederländisch: Koningsdag) am 15. November, dies ist jedoch kein nationaler Feiertag.